# Benjamin Pavard
Benjamin Jacques Marcel Pavard (* 28. März 1996 in Maubeuge) ist ein französischer Fußballspieler. Der Abwehrspieler wird oft als Rechtsverteidiger und manchmal als Innenverteidiger eingesetzt. Pavard wechselte 2016 vom OSC Lille zum VfB Stuttgart und spielte ab Juli 2019 für den FC Bayern München. Im August 2023 wechselte der Verteidiger zu Inter Mailand. Er ist französischer A-Nationalspieler und Weltmeister 2018.

## Karriere

### Vereine

#### OSC Lille
Pavard begann sechsjährig beim US Jeumont mit dem Fußballspielen und wechselte neunjährig in die Jugendabteilung des OSC Lille. Mit zehn Jahren wurde er in das Fußballinternat von Lille aufgenommen. Zur Saison 2014/15 rückte er in die erste Mannschaft auf und debütierte am 31. Januar 2015 beim 1:1 im Auswärtsspiel gegen den FC Nantes in der Ligue 1, der höchsten Spielklasse im französischen Fußball.

#### VfB Stuttgart
Am 30. August 2016 verpflichtete ihn der Bundesligaabsteiger VfB Stuttgart, der ihn mit einem bis zum 30. Juni 2020 laufenden Vertrag ausstattete. Bei seinem Pflichtspieldebüt für die Stuttgarter am 3. Oktober 2016 (8. Spieltag) beim 4:0-Sieg im Heimspiel gegen die SpVgg Greuther Fürth bereitete er das Tor zum 1:0 von Carlos Mané vor und erzielte das 3:0 per Kopf. Pavard stieg mit dem VfB zur folgenden Spielzeit in die Bundesliga auf. Am 20. Dezember 2017 verlängerte er seine Vertragslaufzeit beim VfB Stuttgart vorzeitig bis Ende Juni 2021. In der Saison 2018/19 kam Pavard in 29 Bundesligaspielen zum Einsatz. Mit dem VfB belegte er den 16. Platz und stieg in der Relegation gegen den 1. FC Union Berlin in die 2. Bundesliga ab.

#### FC Bayern München
Zur Saison 2019/20 wechselte Pavard mittels einer Ausstiegsklausel zum FC Bayern München. Am Saisonende gewann er seine erste deutsche Meisterschaft. Mit dem Pokalsieg am 4. Juli 2020 und dem Gewinn der UEFA Champions League am 23. August 2020 gewann Pavard das Triple. Am 31. Oktober 2020 bestritt er gegen den 1. FC Köln sein 100. Bundesligaspiel, 37 davon für den FC Bayern. Durch den Gewinn der FIFA-Klub-Weltmeisterschaft 2020 am 11. Februar 2021, bei der er im Finale das entscheidende Tor zum 1:0-Sieg schoss, hielt Pavard 7 Titel gleichzeitig. Mit der Weltmeisterschaft mit Frankreich 2018 sind das neben der Klub-Weltmeisterschaft die Deutsche Meisterschaft, DFB-Pokal, Champions League, UEFA Supercup sowie der Deutsche Supercup.
Beim FC Bayern hatte er einen Vertrag mit einer Laufzeit bis zum 30. Juni 2024.

#### Inter Mailand
In der laufenden Saison 2023/24 wurde er Ende August 2023 vom italienischen Erstligisten Inter Mailand verpflichtet, nachdem der FC Bayern München dem Wechselwunsch des Spielers entsprochen hatte.

### Nationalmannschaft
Pavard nahm mit der U19-Nationalmannschaft an der U19-Europameisterschaft 2015 teil. Für die U21-Nationalmannschaft war er in der Qualifikation zur U21-Europameisterschaft 2017 im Einsatz.
Am 2. November 2017 wurde Pavard für die Länderspiele gegen Wales und Deutschland erstmals in die A-Nationalmannschaft von Frankreich berufen. Er gab sein A-Länderspieldebüt, als er am 10. November 2017 beim 2:0-Sieg gegen Wales zur Halbzeit für Christophe Jallet eingewechselt wurde.
Am 17. Mai 2018 wurde Pavard von Trainer Didier Deschamps in den französischen Kader für die Weltmeisterschaft in Russland berufen. Überraschenderweise verlor Djibril Sidibé, Pavards französischer Mitspieler, seinen Stammplatz als Rechtsverteidiger, woraufhin Pavard der neue Stammspieler wurde. Pavard wurde lediglich im dritten Gruppenspiel gegen Dänemark geschont, ansonsten verpasste er keine einzige Spielminute. Im Achtelfinale erzielte er mit dem zwischenzeitlichen 2:2, beim 4:3-Sieg gegen Argentinien, durch einen Volley-Distanzschuss sein erstes Tor für die A-Nationalmannschaft. Dieses Tor wurde zum Tor des Turniers gewählt. Mit der Équipe Tricolore gewann er die Fußball-Weltmeisterschaft 2018 in Russland.
Bei der Europameisterschaft 2021 gelangte er mit der französischen Auswahl bis ins Achtelfinale, ehe Frankreich dort gegen die Schweiz im Elfmeterschießen ausschied. An der Fußball-Weltmeisterschaft 2022 in Katar spielte er ein Spiel gegen Australien während der Gruppenphase, doch danach wurde er von Trainer Didier Deschamps nicht mehr eingesetzt, da er schwach gespielt hat. Pavard war lange nicht zufrieden, dass Deschamps ihn auf dem rechten Flügel einsetzte, er selber sieht sich als Zentralverteidiger. Im Oktober 2023 wurde Pavard während eines Freundschaftsspiels gegen Schottland die Möglichkeit gegeben als Zentralverteidiger zu spielen, worauf er in diesem Spiel zwei Tore schoss. Er übernahm nach der Auswechslung von Kylian Mbappé auch das Amt des Mannschaftskapitäns.

## Persönliches
Benjamin Pavard ist ein Einzelkind und seine Eltern arbeiten im Krankenhaus von Jeumont. Sein Vater hat ihm zu Beginn seiner Karriere auch geraten, vom OSC Lille in der Ligue 1 zum VfB Stuttgart in die 2. Bundesliga zu wechseln, da er meinte, er solle lieber mehr spielen. Von Februar 2018 bis Februar 2019 war Benjamin Pavard mit Rachel Legrain-Trapani, der Miss France 2007 liiert.
Im Juli 2024 gab er die Verlobung mit Kleofian Pnishi, einer französischen Schauspielerin und ehemaligen Miss Provence, bekannt.

## Erfolge und Auszeichnungen

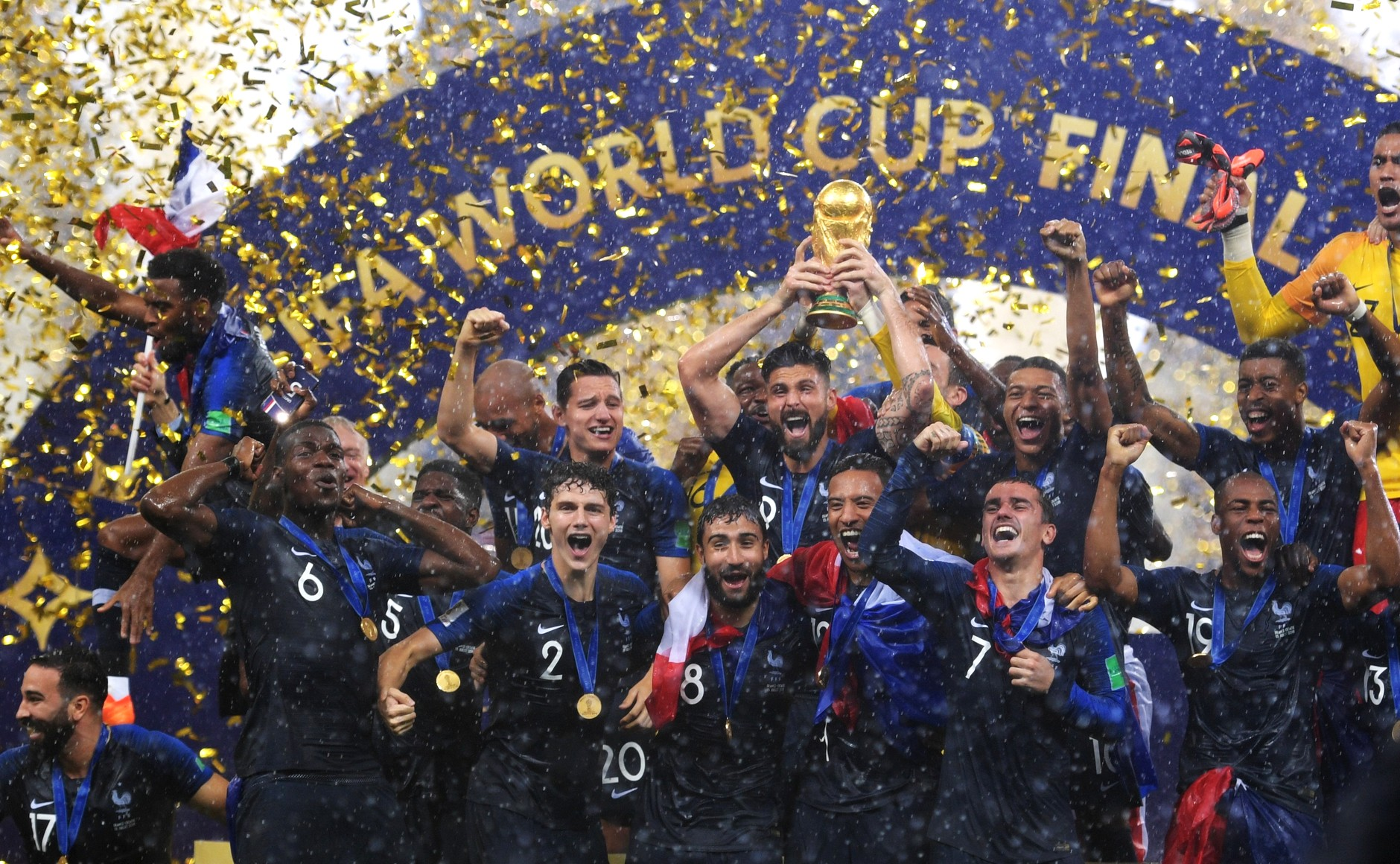
Pavard (Nr. 2) bei der Übergabe des WM-Pokals (2018)

### Nationalmannschaft
- Weltmeister: 2018
- UEFA-Nations-League-Sieger: 2021

### Vereine
International
- Champions-League-Sieger: 2020 (FC Bayern München)
- Klub-Weltmeister: 2020 (FC Bayern München)
- UEFA-Super-Cup-Sieger: 2020 (FC Bayern München)

Deutschland
- Meister (4): 2020, 2021, 2022, 2023 (alle FC Bayern München)
- Pokalsieger: 2020 (FC Bayern München)
- Supercupsieger (3): 2020, 2021, 2022 (alle FC Bayern München)
- Zweitligameister und Aufstieg in die Bundesliga: 2017 (VfB Stuttgart)

Italien
- Meister: 2024 (Inter Mailand)
- Supercupsieger: 2023 (Inter Mailand)

### Persönliche Auszeichnungen
- Bundesliga-Rookie des Monats: Februar 2018